# Kościół św. Barbary w Nowej Soli
Kościół pw. św. Barbary w Nowej Soli – jednonawowa świątynia, wybudowana w 1900 r. w stylu neogotyku angielskiego. Jest niewielkim kościołem pomocniczym znajdującym się przy parafii św. Antoniego w Nowej Soli.

## Historia
Niegdyś nowosolscy wyznawcy Ewangelicko-Luterańskiego kościoła (potoczna nazwa „staroluteranie”) na nabożeństwa udawali się do Kożuchowa – miasta leżącego nieopodal Nowej Soli. Jednakże w 1900 r. rozpoczęto budowę niewielkiej świątyni staroluterańskiej na terenie Nowej Soli. Dawniej oddany wiernym wyznania luterańskiego, jako kościół Odkupiciela, jednak świątynię tę po wojnie przejęli kapucyni, a na jej patronkę wybrali św. Barbarę. Po przebudowie miasta, oraz zmianie nazw ulic w 1991 r. ulicę, przy której znajduje się ten kościół przemianowano na św. Barbary (do 1945 r. była to ulica Luterstrasse).
Obiekt ten po 1945 r. nie był użytkowany aż do czasu przejęcia go przez kapucynów, którzy też zajęli się jego remontem, oraz przystosowaniem do obrządku katolickiego. Dopiero wtedy świątynię konsekrowano pw. obecnej patronki.
Kościół remontowano ponownie w latach 80. XX w., oraz w przededniu obchodów Millenium Chrześcijaństwa.

## Architektura
Budowany z żółtej cegły o wątku główkowym. Bogato zdobiona kruchta oraz gotycki szczyt z czterema niewielkimi wieżyczkami. W świątyni tej na całej długości boków odnajdujemy piękne pilastry. Fragmenty przedniej części kościoła, znajdujące się przy elemencie architektury zwanym „wimperga” o wątku wozówkowym sugerują jego dobudowę w okresach późniejszych niż te, którymi datuje się powstanie kościoła. Fragmenty „przypalonych” poniżej cegieł, podpowiadają nam iż mogły to być zniszczenia wojenne, czy też powstałe w czasie jakiegoś pożaru. Niestety żadne z dostępnych źródeł nie podaje jakichkolwiek wzmianek na ten temat.
Styl architektoniczny świątyni nawiązywał do czystego neogotyku angielskiego, dlatego dziś należy do zabytków kultury materialnej.
Jest to kościół jednonawowy z cegły, budowany na planie prostokąta z zakrystią od północy i półkolistą absydą od wschodu. Wejście przypomina gotycki portal uskokowy. Szereg gotyckich okien zachowuje podobieństwo witraży. Jedynie witraż na ścianie ołtarzowej przybiera nieco inną formę kontynuacji – przedstawia postać Jezusa Odkupiciela.
Wnętrze świątyni charakteryzuje prostota. Półkoliste prezbiterium oraz sklepienie kolebkowe sprawiają, iż od wewnątrz kościół ten wydaje się optycznie większy.

## Wyposażenie
Kościół ten jako świątynia pw. Odkupiciela otrzymał dość skromne wyposażenie – były nim m.in. organy na chórze. Schody na chór (nie remontowane zapewne od początku istnienia tego obiektu) – stare, drewniane – tzw. kręte z duszą.

## Galeria

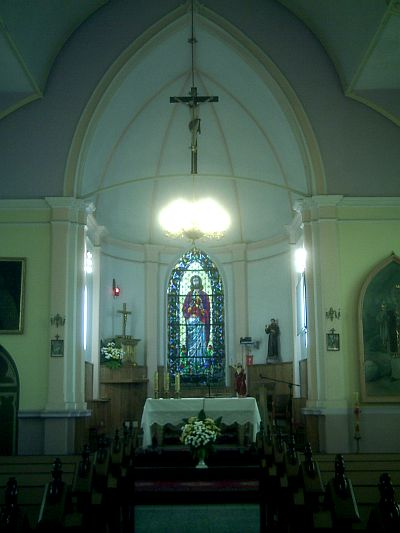
Prezbiterium
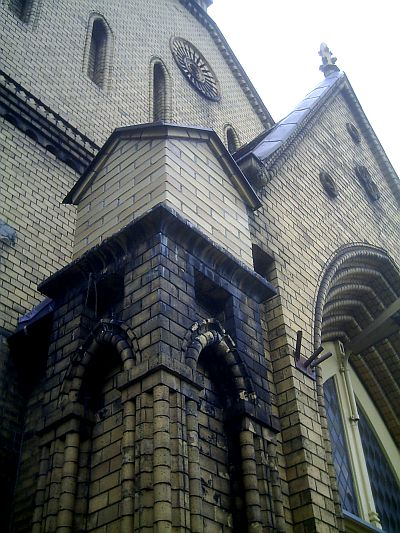
Fragment kruchty
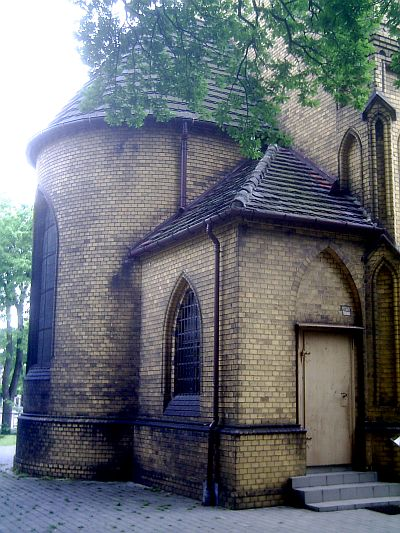
Chór z zewnątrz
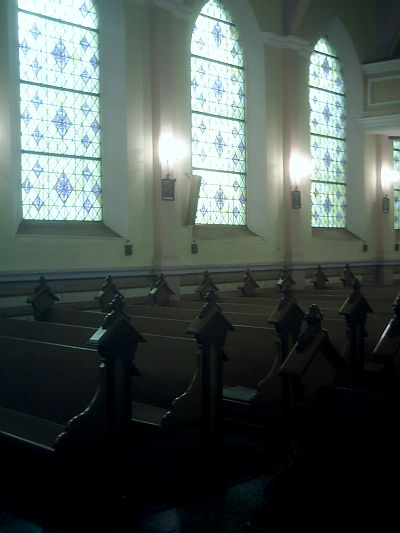
Szereg witraży
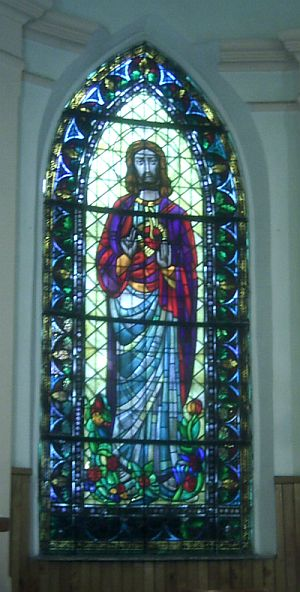
Witraż z wizerunkiem Odkupiciela
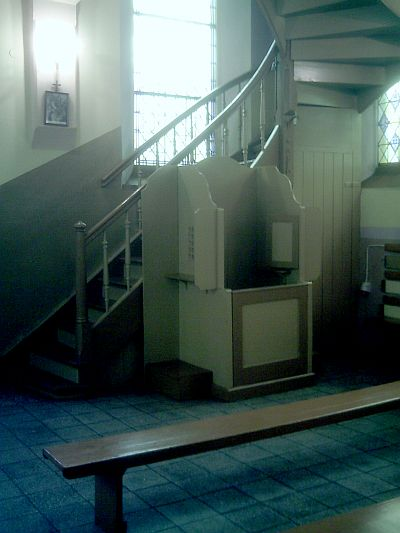
Schody na chór muzyczny
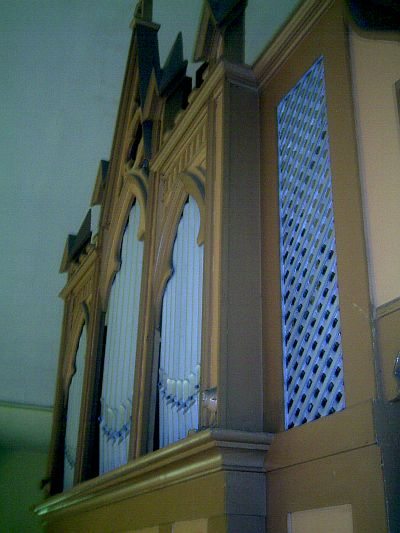
Prospekt organowy